# Dytiscus sinensis
Dytiscus sinensis är en skalbaggsart som beskrevs av Feng 1935. Dytiscus sinensis ingår i släktet Dytiscus och familjen dykare. Inga underarter finns listade i Catalogue of Life.